# Fernando Conduto
Fernando Conduto (Silves, 1937) é um artista plástico português. Atua como escultor, pintor, gravador e designer.
É considerado o Pai da Medalha Contemporânea "Medalha-Objecto".

## Vida e Obra
Conduto frequentou o curso de Cerâmica na Escola de Artes Decorativas António Arroio e depois formou-se em Escultura na Escola Superior de Belas Artes de Lisboa. Aprendeu técnicas de gravura na Sociedade Cooperativa dos Gravadores Portugueses, onde posteriormente deu aulas.
Lecionou Modelação na Escola de Artes Decorativas António Arroio e Desenho Básico na Faculdade de Arquitetura da Universidade Técnica de Lisboa, bem como na Faculdade de Arquitetura e Artes da Universidade Lusíada de Lisboa.
Fez ainda parte do Conselho Técnico e foi cofundador do Curso de Formação Artística da Sociedade Nacional de Belas Artes.
Participou com obras de pintura e de gravura nas exposições do «Salão de Arte Moderna» e nos «50 Artistas Independentes» na Sociedade Nacional de Belas Artes. Nos anos 60, aderiu ao programa estético do Nouveau réalisme de Pierre Restany.
Ainda nos anos 60, conhece o Mestre-Gravador de medalhística Américo Raposo e em conjunto, durante cerca de 3 décadas, são editadas diversas medalhas comemorativas. O design geométrico, a pureza gráfica, o conceptualismo e a dificuldade técnica na execução  fizeram das medalhas de Conduto uma obra de arte ímpar.
Em 2015, Fernando Conduto foi homenageado pela Câmara Municipal de Lisboa.